# Cardioptera parva
Cardioptera parva es una especie de mantis de la familia Mantidae.

## Distribución geográfica
Se encuentra en Venezuela.